# Krokoit
A krokoit (másik nevén vörösólomérc) egy ólom(II)-kromátból (PbCrO4) álló természetes ásvány, amely monoklin rendszerben kristályosodik.

## Tulajdonságai
Összetételében azonos a mesterségesen előállított ún. krómsárgával, amelyet pigmentként használnak festékekben. A természetben általában nagy, prizma alakú kristályokként jelenik meg. A kristályok fényesek, legtöbbször jácintvörös színűek és üveges fényűek. UV-fénynek kitéve az áttetszőségének és a ragyogásának egy része elvész. A kristályban lévő csíkok, sávok narancsszínűek; Mohs-keménysége 2,5-3 (késsel vágható); sűrűsége 6,0.
A berjozovszkiji aranybányában fedezték fel 1766-ban az Urál-hegységben, Jekatyerinburg közelében. François Sulpice Beudant nevezte el először krokoisznak 1832-ben, a görög κρόκος (krokosz, sáfrány) szóból, ezzel is a színére utalva. Neve később krokoizitra, majd krokoitra változott. A gránit- és gneiszkőzetek közt talált aranyhordozó kvarcerekben embreyittel, fönikokroittal és vauquelinittel keverve leltek rá az első krokoit kristályokra. A fönikokroit egy bázikus ólom-kromát (Pb2CrO5) sötétvörös kristályokkal. A vauquelinit kristályai a zöldtől a barnáig különböző színekben előfordulnak, összetételük ólom-réz-foszfát-kromát (Pb2CuCrO4PO4OH). A vauquelinit Louis Nicolas Vauquelin után lett elnevezve, aki 1797-ben bebizonyította, hogy a krokoit krómot tartalmaz.

## Lelőhelyek
Rendkívül nagy krokoit-lelőhely például az Adelaide, a Red Lead, a West Comet, a Platt, és még néhány kisebb bánya Dundasban, Tasmániában. Hosszú, vékony kristályokat alkot, általában kb. 10–20 mm-eseket, de néhány elérheti a 200 mm-es hosszúságot is, briliáns csillogással és színnel. A krokoit Tasmánia hivatalos ásványi szimbóluma is. Nagy mennyiségű és kiváló minőségű kristályokat bányásznak Brazíliában, az Ouro Preto melletti Congonhas do Campoban, a Fülöp-szigeteken Luzonban, Masoneföldön Mutareben. Nyugat-Ausztráliában Menzies közelében, ezenkívül Németországban és Dél-Afrikában.
Mivel az ólom(II)-kromát mérgező, a krokoit is az. Az ólom mellett hat vegyértékű krómot tartalmaz, ami szintén ártalmas az élő szervezetekre nézve.

## Lásd még
- Bellit

## Fordítás
- Ez a szócikk részben vagy egészben  a   Crocoite című angol Wikipédia-szócikk ezen változatának fordításán alapul.  Az eredeti cikk szerkesztőit annak laptörténete sorolja fel. Ez a jelzés csupán a megfogalmazás eredetét és a szerzői jogokat jelzi, nem szolgál a cikkben szereplő információk forrásmegjelöléseként.